# Termitosagma henningsi
Termitosagma henningsi är en tvåvingeart som beskrevs av August Reichensperger 1931. Termitosagma henningsi ingår i släktet Termitosagma och familjen puckelflugor. Inga underarter finns listade i Catalogue of Life.